# مارك مينارد
مارك مينارد هو عارض وممثل كندي، ولد في 12 مارس 1975 في كندا.

## أعمال

### أفلام
- (2006) جون تاكر يجب أن يموت[1]

### مسلسلات
- هاوس

## وصلات خارجية
- مارك مينارد على موقع IMDb (الإنجليزية)
- مارك مينارد على موقع ألو سيني (الفرنسية)
- مارك مينارد على موقع أول موفي (الإنجليزية)
- مارك مينارد على موقع قاعدة بيانات الفيلم (الإنجليزية)
- مارك مينارد على موقع كينوبويسك (الروسية)